# Harald Pięknowłosy
Harald I Pięknowłosy (norw. Harald I Hårfagre, 855–933) – król Norwegii z dynastii Ynglingów.

## Życiorys
Syn Halfdana Czarnego. Objął władzę w domenie ojca około 870 roku, jako jeden z lokalnych władców norweskich, zaś po walkach z przywódcami plemiennymi, i wygraniu decydującej bitwy w Hafrsfjördzie (umieszczana przy roku 872 przez średniowiecznych historyków, obecnie uważana za od 10 do 20 lat późniejszą) zjednoczył większość kraju. Po kolei zmusił do uległości wszystkich drobnych władców norweskich. Podzielił Norwegię na okręgi i ustanowił w każdym z nich swego namiestnika (jarla), jednocześnie przeprowadzając wiele reform administracyjnych: powierzył jarlom pieczę nad lokalnym wymiarem sprawiedliwości, czy opracował system regulujący liczbę ludzi dostarczanych do drużyny królewskiej. Mimo tego, jego władza poza zachodnią częścią kraju pozostawała prawdopodobnie nominalna.
Aby zabezpieczyć się od wygnańców i emigrantów, którzy urządzali napady na brzegi norweskie, wyruszył za nimi na morze i zajął Szetlandy i Orkady. Wielu wygnańców pociągnęło wtedy dalej, na Wyspy Owcze (Faroer) i do Islandii (874). Miał kilkanaście żon i wiele dzieci, którym nadał obszerne lenna. Złożył władzę w 930 roku, abdykując na rzecz swego syna Eryka.
Pochowano go na sposób pogański w Hauge, gdzie w 1872 roku, w tysięczną rocznicę zjednoczenia Norwegii, wystawiono mu pomnik.

## W kulturze

### Gry wideo
- Seria Crusader Kings - jednym z grywalnych władców jest Haraldr 'Tanglehair' Yngling, przedstawiony jako wódz Vestfold[8].
- Assassin's Creed Valhalla - Harald jest tu jedną z powracających postaci[9].
- Mount and Blade: Warband - w dodatku Viking Conquest wprowadzono postać Haralda jako przywódcy frakcji Northvegr[10].

### Norweska tożsamość narodowa
Jako kluczowa część mitu zjednoczenia ojczyzny, Harald I jest ważną postacią w norweskiej historiografii oraz tożsamości narodowej, zwłaszcza od czasu odzyskania niepodległości od Szwecji w 1905 roku.

### Seriale
W serialu Wikingowie w rolę Haralda wcielił się fiński aktor Peter Franzén.

## Genealogia
| 4. Gudrød Myśliwy           |  |                            |  |  |                         |
|                             |  | 2. Halfdan Czarny          |  |  |                         |
| 5. Åsa Haraldsdotter        |  |                            |  |  |                         |
|                             |  |                            |  |  | 1. Harald I Pięknowłosy |
| 6. Sigurd Hjort z Ringerike |  |                            |  |  |                         |
|                             |  | 3. Ragnhilda Sigurdsdotter |  |  |                         |
| 7. nn                       |  |                            |  |  |                         |
|                             |  |                            |  |  |                         |